# Quatre Carreres
Quatre Carreres è un distretto della città di Valencia, indicato con il numero 10.

## Nome
Il toponimo Quatre Carreres deriva dalle quattro strade principali (carreres) che conducevano, da Ruzafa, alle diverse parti del suo comune, che sono: Carrera Malilla, Carrera de la Font d'En Corts, Carrera de la Font de Sant Lluïs e Carrera del Riu.

## Storia
Quatre Carreres è stata e continua ad essere in parte una zona agricola, con una popolazione molto piccola e scarsa. Fino al XIX secolo, in tutto il comprensorio c'erano solo poche cascine e caserme e un paio di frazioni. Pertanto, questo vasto territorio è stato chiamato in virtù delle quattro grandi strade che partivano da Ruzafa, attraversavano il suo territorio. Si trattava della Carrera del Río, che passava per Monteolivete fino a Nazareth; la Carrera de En Corts, attraverso la fontana di En Corts e La Punta fino a Pinedo; la Carrera de San Luis, attraverso la Fuente de San Luis verso Castellar-Oliveral; e la Carrera de Malilla, verso l'Horno de Alcedo.
Tutto questo territorio, insieme all'attuale distretto di Pueblos del Sur, entrò a far parte del comune di Russafa quando fu creato nel 1836. Fu allora che il consiglio comunale di nuova nomina creò un regime di amministrazione locale e di polizia urbana per strutturare i servizi comunali (igiene, istruzione, censimento, guardie giurate, licenze, ecc.) che iniziò ad essere implementato. Questa divisione divenne presto ufficiale, come ad esempio si legge nel censimento effettuato dal consiglio comunale di Russafa nel 1860, in cui, per facilitare il conteggio, si decise:
(Acta de la Junta Municipal de Russafa)
Nel 1877 il quartiere, come il resto del comune di Ruzafa, fu annesso alla città di Valencia.

## Geografia

### Quartieri
Il distretto al 2023 ha 76572 abitanti ed è diviso in sette barri:
| Codice | Nome                              | Popolazione (2023) | Superfície (km2) | Densità (ab/km2) |
| ------ | --------------------------------- | ------------------ | ---------------- | ---------------- |
| 10.1   | Montolivet                        | 19407              | 0.473            | 41200            |
| 10.2   | En Corts                          | 12104              | 0.364            | 33300            |
| 10.3   | Malilla                           | 23229              | 2.507            | 9266             |
| 10.4   | La Fonteta de Sant Lluís          | 1668               | 0.239            | 6979             |
| 10.5   | Na Rovella                        | 7490               | 0.54             | 13870            |
| 10.6   | La Punta                          | 3015               | 6.213            | 485              |
| 10.7   | Ciutat de les Arts i les Ciències | 8280               | 0.989            | 8372             |
| 10     | Camins al Grau                    | 76572              | 11.325           | 6761             |
| Fonte: |                                   |                    |                  |                  |